# Союз бельгийских композиторов
Союз бельгийских композиторов (СБК; нидерл. Unie van Belgische Componisten , UBC, фр. Union des Compositeurs Belges, UCB) является профессиональным объединением бельгийских композиторов, основанным в 1960 году. Организация базируется в Брюсселе.
Целью «Союза бельгийских композиторов» является поощрение и защита прав бельгийских композиторов и их работа на национальном и международном уровне. Он находится в тесном сотрудничестве с бельгийским обществом авторских прав САБАМ (SABAM) и бельгийским центром документации СЕБЕДЕМ (CeBeDeM).

## Организационная структура
Члены СБК в основном состоят из фламандских композиторов и композиторов франкоязычной части Бельгии. Управление СБК
состоит из двенадцати композиторов.
Председатели СБК:
- 1960—1972: Марсель Пот (1901—1988)
- 1972—1981: Виллем Пелеманс (1901—1991)
- 1981—1985: Макс Вандермасбрюге (1933—2020)
- 1985—1992: Виктор Легле (1915—1994)
- 1992—2010: Жак Ледюк (1932—2016)
- 2010—: Карл Вербракен (1950)